# Schönberg-Lachtal
Schönberg-Lachtal is een plaats en voormalige gemeente in de Oostenrijkse deelstaat Stiermarken. Het is een ortschaft van de gemeente Oberwölz, die deel uitmaakt van het district Murau.
De gemeente Schönberg-Lachtal telde op 31 oktober 2013 428 inwoners. In 2015 ging ze, samen met Oberwölz Stadt, Oberwölz Umgebung en Winklern bei Oberwölz, op in de nieuwe gemeente Oberwölz.
Stadsgemeenten:
Murau ·
Oberwölz

Marktgemeenten:
Mühlen ·
Neumarkt in der Steiermark ·
Sankt Lambrecht ·
Sankt Peter am Kammersberg
Scheifling ·

Overige gemeenten:
Krakau ·
Niederwölz ·
Ranten ·
Sankt Georgen am Kreischberg ·
Schöder ·
Stadl-Predlitz ·
Teufenbach-Katsch
- Gemeinsame Normdatei: 16164686-4
- Virtual International Authority File: 172628802